# Encinal (Texas)
Encinal es una población ubicada en el condado de La Salle en el estado estadounidense de Texas. En el Censo de 2010 tenía una población de 559 habitantes y una densidad poblacional de 534,24 personas por km².

## Geografía
Encinal se encuentra ubicada en las coordenadas 28°2′27″N 99°21′16″O / 28.04083, -99.35444. Según la Oficina del Censo de los Estados Unidos, Encinal tiene una superficie total de 1.05 km², de la cual 1.05 km² corresponden a tierra firme y (0%) 0 km² es agua.

## Demografía
Según el censo de 2010, había 559 personas residiendo en Encinal. La densidad de población era de 534,24 hab./km². De los 559 habitantes, Encinal estaba compuesto por el 86.4% blancos, el 1.07% eran afroamericanos, el 0.54% eran amerindios, el 0% eran asiáticos, el 0% eran isleños del Pacífico, el 9.3% eran de otras razas y el 2.68% pertenecían a dos o más razas. Del total de la población el 89.62% eran hispanos o latinos de cualquier raza.